# Annekathrin Bach
Annekathrin Bach, geb. Pelke (* 20. April 1979 in Berlin) ist eine deutsche Schauspielerin.

## Leben
Nach einer Schauspielausbildung an der Folkwang Hochschule in Essen zwischen 2001 und 2004 konnte sich Annekathrin Bach als Theater- und Filmschauspielerin etablieren.
Einem breiten Fernsehpublikum wurde sie in der Sat.1-Fernsehserie Unter den Linden – Das Haus Gravenhorst als Dienstmädchen Anna bekannt. Im Jahr 2008 wurde sie in der ZDF-Fernsehserie Küstenwache für die Rolle der Bootsfrau Leonie Stern besetzt, die sie im April 2011 nach 69 Folgen und 4 Staffeln verließ. Vom 31. Oktober 2014 bis 2015 spielt Annekatrin Bach eine Hauptrolle in der Telenovela „Rote Rosen“ als neue Assistenzärztin „Frauke Novak“.
Annekathrin Bach lebt auf Grund unterschiedlicher Schauspielengagements überwiegend in Hamburg und Berlin.

## Filmografie (Auswahl)
- 2006: Unter den Linden – Das Haus Gravenhorst
- 2007: Fjorde der Sehnsucht
- 2007: SOKO Wismar – Tödliche Tulpen
- 2007: Rosamunde Pilcher – Aus Liebe und Leidenschaft
- 2008: Mord in bester Gesellschaft – Der Tote im Elchwald
- 2008–2011: Küstenwache
- 2011: Alarm für Cobra 11 – Die Autobahnpolizei – Und Action!
- 2014–2015: Rote Rosen
- 2016: Drei Väter sind besser als keiner
- 2019: Ohne Euch
- 2020: Notruf Hafenkante – Schluss mit lustig
- 2020: In aller Freundschaft – Die jungen Ärzte – Rückschläge
- 2020: Lucie. Läuft doch! – Pissnelke
- 2021: Der Staatsanwalt – Blutige Vergangenheit
- 2023: SOKO Hamburg: Altes Land, neues Glück
- 2025: Praxis mit Meerblick – Romeo & Julia